# Ostrovy Korálového moře

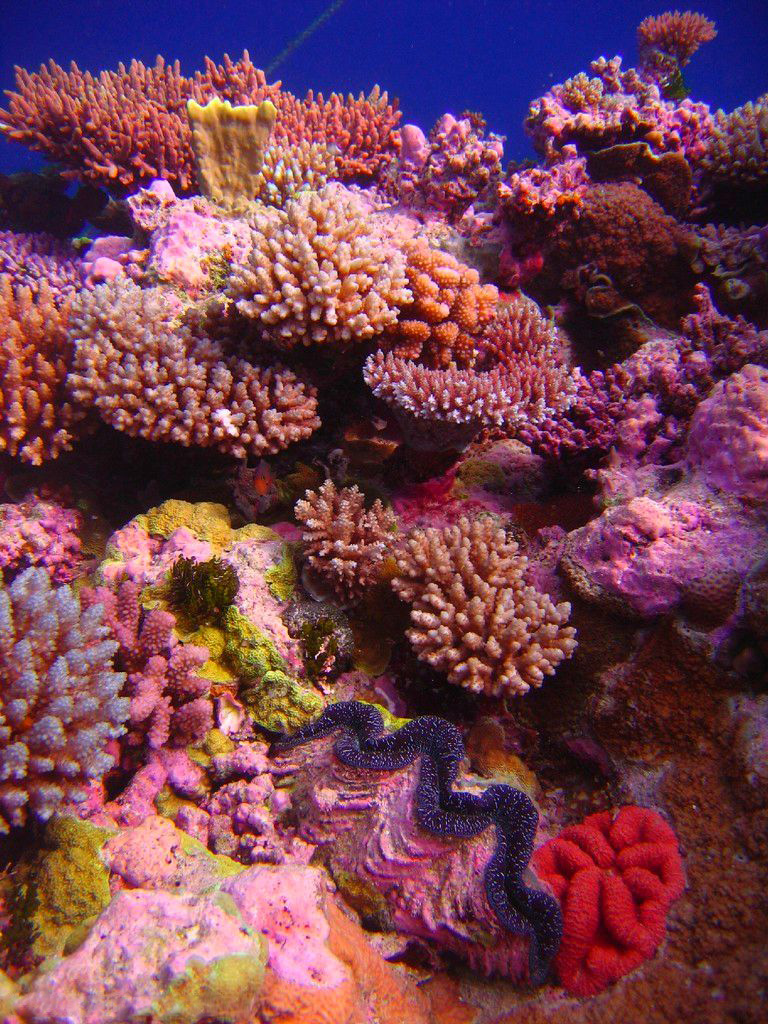
Korálová zahrada Acropora s obří škeblí. Raging Horn, ostrovy Korálového moře

Teritorium Ostrovy Korálového moře (anglicky: Coral Sea Islands Territory) je vnější teritorium Austrálie, které sestává ze skupiny malých a většinou neobydlených tropických ostrovů a útesů v Korálovém moři, severovýchodně od Queenslandu v Austrálii. Jediný obydlený ostrov je ostrov Willis. Území pokrývá 780 000 km2, z nichž většinu tvoří oceán, rozprostírající se na východ a na jih od vnějšího okraje Velkého bariérového útesu a zahrnuje ostrov Heralds Beacon, útes Osprey, skupinu Willis a patnáct dalších skupin útesů/ostrovů. Nejvyšší bod teritoria se nachází na ostrově Cato.

## Dějiny a status
Ostrovy Korálového moře byly poprvé zmapovány v roce 1803. V 70. a 80. letech 19. století se na ostrovech těžilo guáno, ale absence spolehlivého zásobování sladkou vodou bránila dlouhodobému osídlení. Ostrovy Korálového moře se staly australským vnějším teritoriem v roce 1969 na základě Coral Sea Islands Act (předtím byla oblast považována za součást Queenslandu) a v roce 1997 se rozšířily o Alžbětin útes a Middletonský útes, které leží o téměř 800 km jižněji.
Tyto dva útesy jsou mnohem blíže k Ostrovu Lorda Howea v Novém Jižním Walesu (asi 150 km) než k nejjižnějšímu ostrovu zbytku teritoria, ostrovu Cato. Ostrovy, přesypy a útesy Velkého bariérového útesu nejsou součástí tohoto teritoria, nýbrž patří přímo ke Queenslandu. Vnější okraj Velkého bariérového útesu je hranicí mezi Queenslandem a teritoriem Ostrovů Korálového moře.
Teritorium je majetkem nebo také vnějším teritoriem Austrálie, spravované z Canberry oddělením infrastruktury, regionálního rozvoje a měst. Dříve bylo spravováno oddělením generálního prokurátora a oddělením dopravy a regionálních služeb. Za obranu odpovídá Austrálie a toto teritorium pravidelně navštěvuje Australské královské námořnictvo.
Austrálie spravuje automatické meteorologické stanice na mnoha ostrovech a útesech a nárokuje si exkluzivní rybářskou zónu o délce 370 km. Neprobíhá zde žádná ekonomická aktivita (kromě významného, ale dosud nekvantifikovaného charterového rybářského a potápěčského průmyslu) a střídá se zde pouze tří až čtyřčlenný personál pro provoz meteorologické stanice na ostrově Willis (Jižní ostrůvek), zřízené v roce 1921. V listopadu 2011 australská vláda oznámila, že v Korálovém moři je plánována chráněná oblast o rozloze 989 842 km2.
Nejvyšší soud ostrova Norfolk má nad ostrovy jurisdikci, nicméně platí zde zákony Teritoria hlavního města Austrálie. Kód FIPS 10-4 pro dané území je CR, zatímco ISO 3166 jej zahrnuje do Austrálie (AU).
V červnu 2004, symbolický politický protest vedený aktivisty za práva gayů se sídlem v Austrálii, prohlásil ostrovy v korálovém moři za suverénní mikronárod. Dne 17. listopadu 2017 stejná skupina prohlásila království za „rozpuštěné“ na základě výsledků Australského poštovního plebiscitu o manželství.

## Geografie

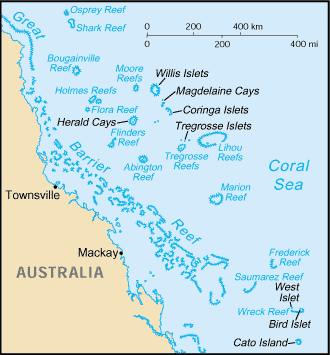
Mapa ostrovů Korálového moře

Součástí teritoria je kolem 30 samostatných útesů a atolů, z nichž dvanáct je zcela ponořeno nebo se vynořují jen za odlivu, 18 zbývajících se skládá z celkového počtu asi 51 ostrůvků a přesypů (18 z nich je součástí atolu Lihou Reef), na některých je vegetace.
Velikost atolů se značně liší – někdy jde jen o několik kilometrů v průměru, až k pravděpodobně druhému největšímu atolu na světě, Lihou Reef, jehož laguna měří 100 x 30 km a plocha (včetně laguny) činí 2500 km² (ovšem plocha souše na ostrůvcích tohoto atolu činí pouhých 0,91 km²). Všechny ostrovy jsou velmi nízké.
Willisovy ostrůvky jsou důležitými hnízdišti pro ptáky a želvy, ale obsahují zanedbatelné přírodní zdroje. Zahrnují méně než 3 km² země. Není zde žádný přístav, pouze kotviště na moři.

## Umělé stavby
Automatické bezpilotní meteorologické stanice jsou umístěny na následujících útesech nebo atolech:
- Útes Bougainville
- Ostrov Cato
- Útes Flinders (Korálový přesyp Flinders)
- Útes Frederick
- Holmesův útes
- Útes Lihou (Želví ostrůvek)
- Útes Marion
- Mooreův útes

Majáky se nacházejí na následujících útesech nebo ostrovech:
- Útes Bougainville
- Útes Frederick
- Útes Lihou
- Útes Saumarez
- Východní diamantový ostrůvek

Ostrov Willis, jediný obydlený ostrov, má řadu struktur.